# لوقار
لُوقَار (بالإسبانية: Lúcar)‏ بلدية من مقاطعة المرية. جنوب شرق إسبانيا. يبلغ عدد سكانها 822 نسمة.

## وصلات خارجية
- (بالإسبانية)